# Boraras
Boraras – rodzaj słodkowodnych ryb karpiokształtnych z rodziny karpiowatych (Cyprinidae).

## Występowanie
Występują na obszarze Azji Południowo-Wschodniej (Indonezja, Kambodża, Laos, Malezja i Tajlandia), gdzie żyją w jeziorach i stawach. Osiągają 1,5–4 cm długości.

## Klasyfikacja
Gatunki zaliczane do tego rodzaju:
- Boraras brigittae – razbora borneańska[3]
- Boraras maculatus – razbora plamista[4]
- Boraras merah
- Boraras micros
- Boraras naevus
- Boraras urophthalmoides – razbora karłowata[5]

Gatunkiem typowym jest Boraras micros.